# Alimansi Kadogo
Alimansi Kadogo (ur. 5 lutego 1982) – ugandyjski piłkarz grający na pozycji lewego pomocnika. W swojej karierze rozegrał 9 meczów i strzelił 1 gola w reprezentacji Ugandy.

## Kariera klubowa
Swoją karierę piłkarską Kadogo rozpoczął w klubie Military Police FC. W sezonie 1999 zadebiutował w jego barwach w pierwszej lidze ugandyjskiej. W latach 2000–2003 występował w Villa SC. Czterokrotnie został z nim mistrzem kraju w sezonach 2000, 2001, 2002 i 2003 oraz zdobył dwa Puchary Ugandy w latach 2000 i 2002. W latach 2004–2006 był piłkarzem KCCA FC, z którym w sezonie 2004 wywalczył wicemistrzostwo i puchar kraju.
W 2006 roku Kadogo wyjechał do Rwandy, a jego pierwszym klubem w tym kraju był APR FC. W sezonie 2006 sięgnął z nim po dublet - mistrzostwo i Puchary Rwandy. W latach 2007–2010 był zawodnikiem Atraco FC. Wwywalczył z nim mistrzostwo kraju w sezonie 2007/2008, dwa wicemistrzostwa w sezonach 2008/2009 i 2009/2010 oraz Puchar Rwandy w 2009. W latach 2010–2012 był graczem Police FC, z którym w sezonie 2011/2012 został wicemistrzem kraju. W latach 2012–2015 występował w Musanze FC, w którym zakończył karierę.

## Kariera reprezentacyjna
W reprezentacji Ugandy Kadogo zadebiutował 6 czerwca 2004 w wygranym 1:0 meczu eliminacji do MŚ 2006 z Demokratyczną Republiką Konga, rozegranym w Kampali. Od 2007 do 2010 wystąpił w kadrze narodowej 9 razy i strzelił 1 gola.